# Classe Bagan Datuk

La classe Bagan Datuk est une classe de six patrouilleurs de la Garde côtière de Malaisie construite  par la société malaisienne THHE Destini sur la base du modèle allemand Fassmer.
Cette classe est également connue sous le nom de New Generation Patrol Craft (NGPC) et la classe nommée d'après le premier navire de la classe, KM Bagan Datuk .

## Historique
Dans la présentation du budget malaisien de 2015, le Premier ministre Najib Tun Razak avait alloué un budget pour acheter six nouveaux navires de patrouille . Le contrat pour les six navires a été attribué à la société malaisienne THHE-Destini en novembre 2015 et tous les navires ont été achevés fin 2018.

## Unités
- KM Bagan Datuk (4541)
- KM Sri Aman (4542)
- KM Kota Belud (4543)
- KM Tok Bali (4544)
- KM Kota Kinabalu (4545)
- KM Lahad Datu (4546)